# هارولد ادوارد الیوت
هارولد ادوارد الیوت (انگلیسی: Harold Edward Elliott; ۱۹ ژوئن ۱۸۷۸ – ۲۳ مارس ۱۹۳۱) فرد نظامی اهل استرالیا بود. وی همچنین برندهٔ جوایزی همچون نشان حمام و نشان آنای مقدس (سنت آنا) شده‌ است.